# Robert Zwinkels
Robert Zwinkels, né le 4 mai 1983, est un footballeur néerlandais évoluant actuellement au poste de gardien de but à l'ADO Den Haag.

## Statistiques
| Club         | Saison      | Championnat | Championnat | Coupe  | Coupe | Continental | Continental | Total  | Total |
| Club         | Saison      | Matchs      | Buts        | Matchs | Buts  | Matchs      | Buts        | Matchs | Buts  |
| ------------ | ----------- | ----------- | ----------- | ------ | ----- | ----------- | ----------- | ------ | ----- |
| ADO Den Haag | 2005-2006   | 1           | 0           | —      | —     | —           | —           | 1      | 0     |
| ADO Den Haag | 2006-2007   | 15          | 0           | 1      | 0     | —           | —           | 16     | 0     |
| ADO Den Haag | 2007-2008   | 17          | 0           | —      | —     | —           | —           | 17     | 0     |
| ADO Den Haag | 2008-2009   | 26          | 0           | 1      | 0     | —           | —           | 27     | 0     |
| ADO Den Haag | 2009-2010   | 12          | 0           | —      | —     | —           | —           | 12     | 0     |
| ADO Den Haag | 2010-2011   | 1           | 0           | —      | —     | —           | —           | 1      | 0     |
| ADO Den Haag | 2011-2012   | 1           | 0           | 2      | 0     | —           | —           | 3      | 0     |
| ADO Den Haag | 2012-2013   | 7           | 0           | 2      | 0     | —           | —           | 9      | 0     |
| ADO Den Haag | 2013-2014   | 6           | 0           | —      | —     | —           | —           | 6      | 0     |
| ADO Den Haag | 2014-2015   | 1           | 0           | 1      | 0     | —           | —           | 2      | 0     |
| ADO Den Haag | Total       | 87          | 0           | 7      | 0     | —           | —           | 94     | 0     |
| Bilan total  | Bilan total | 87          | 0           | 7      | 0     | —           | —           | 94     | 0     |